# Världsmästerskapen i nordisk skidsport 1926
Världsmästerskapen i nordisk skidsport 1926 ägde rum i Lahtis i Finland mellan den 4 och 6 februari 1926. Nyhet inom längdskidåkningen denna gång var att 18 kilometer var ersatt av 30 kilometer 

## Längdskidåkning herrar

### 30 kilometer
4 februari 1926
| Medalj | Tävlande                   | Tid      |
| Guld   | Matti Raivio, Finland      | 2:20,.55 |
| Silver | Tauno Lappalainen, Finland | 2:27,13  |
| Brons  | Veli Saarinen, Finland     | 2:27,34  |

### 50 kilometer
6 februari 1926
| Medalj | Tävlande                   | Tid     |
| Guld   | Matti Raivio, Finland      | 4:18.18 |
| Silver | Tauno Lappalainen, Finland | 4:26.45 |
| Brons  | Olav Kjelbotn, Norge       | 4:26.47 |

## Nordisk kombination

### Individuellt (backhoppning + 17 kilometer längdskidåkning)
4 februari 1926
| Medalj | Tävlande                    | Poäng  |
| Guld   | Johan Grøttumsbråten, Norge | 37,125 |
| Silver | Thorleif Haug, Norge        | 35,415 |
| Brons  | Einar Landvik, Norge        | 33,127 |

## Backhoppning

### Stora backen
4 februari 1926
| Medalj | Tävlande                  | Poäng   |
| Guld   | Jacob Tullin Thams, Norge | 113,880 |
| Silver | Otto Aasen, Norge         | 113,135 |
| Brons  | Georg Østerholt, Norge    | 108,385 |

## Medaljligan
| Placering | Nation  | Guld | Silver | Brons | Totalt |
| --------- | ------- | ---- | ------ | ----- | ------ |
| 1         | Norge   | 2    | 2      | 3     | 7      |
| 2         | Finland | 2    | 2      | 1     | 5      |